# Норволк (Коннектикут)
Но́рволк (англ. Norwalk) — місто (англ. city) в США, в окрузі Ферфілд на південному заході штату Коннектикут. Населення — 91 184 особи (2020).
Значний залізничний та транспортний вузол, у ньому знаходиться 4 вокзали.

## Географія
Норволк розташований за координатами 41°5′34″ пн. ш. 73°25′11″ зх. д. / 41.09278° пн. ш. 73.41972° зх. д. (41.092739, -73.419796). За даними Бюро перепису населення США в 2010 році місто мало площу 94,16 км², з яких 59,21 км² — суходіл та 34,95 км² — водойми.

## Демографія
Згідно з переписом 2010 року, у місті мешкали 85 603 особи в 33 217 домогосподарствах у складі 21 156 родин. Густота населення становила 909 осіб/км². Було 35415 помешкань (376/км²).
Расовий склад населення:
| - 68,7 % — білих - 14,2 % — чорних або афроамериканців - 4,8 % — азіатів - 0,4 % — корінних американців - 0,1 % — вихідців з тихоокеанських островів - 9,0 % — осіб інших рас |

До двох чи більше рас належало 2,8 %. Частка іспаномовних становила 24,3 % від усіх жителів.
За віковим діапазоном населення розподілялося таким чином: 22,0 % — особи молодші 18 років, 65,2 % — особи у віці 18—64 років, 12,8 % — особи у віці 65 років та старші. Медіана віку мешканця становила 38,2 року. На 100 осіб жіночої статі у місті припадало 96,2 чоловіків; на 100 жінок у віці від 18 років та старших — 93,8 чоловіків також старших 18 років.
Середній дохід на одне домашнє господарство становив 108 184 долари США (медіана — 76 987), а середній дохід на одну сім'ю — 125 734 долари (медіана — 93 166). Медіана доходів становила 59 300 доларів для чоловіків та 53 681 долар для жінок. За межею бідності перебувало 8,4 % осіб, у тому числі 10,2 % дітей у віці до 18 років та 8,2 % осіб у віці 65 років та старших.
Цивільне працевлаштоване населення становило 48 767 осіб. Основні галузі зайнятості: освіта, охорона здоров'я та соціальна допомога — 21,2 %, науковці, спеціалісти, менеджери — 15,8 %, роздрібна торгівля — 11,1 %, фінанси, страхування та нерухомість — 10,2 %.

## Відомі люди

### Народилися
- Едуард Кендалл — лауреат Нобелівської премії з медицини 1950 року;
- Девід Слоан Вілсон — біолог-еволюціоніст.

### Проживають, працюють
- Оксана Танасів — українська художниця, дизайнер, ілюстратор.